# Эрнандес Морено, Хесус
Хесус Эрнандес Морено (исп. Jesús Hernández Moreno; 9 января 2004, Керетаро, Мексика) — мексиканский футболист, нападающий клуба «Эльче Илиситано».

## Клубная карьера
Эрнандес — воспитанник клуба «Керетаро». 18 августа 2021 года в матче против УАНЛ Тигрес он дебютировал в мексиканской Примере. В 2023 году Эрнандес подписал контракт с дублёрами испанского «Эльче». 

## Международная карьера
В 2022 году в составе молодёжной сборной Мексики Эрнандес принял участие в молодёжном Кубке КОНКАКАФ в Гондурасе. На турнире он сыграл в матчах против сборных Суринама, Тринидада и Тобаго, Гаити, Пуэрто-Рико и Гватемалы. В поединках против пуэрториканцев и суринамцев Хесус забил по голу.